# Падуб перадо
Падуб перадо (лат. Ilex perado) — небольшое вечнозелёное дерево, вид рода Падуб (Ilex) семейства Падубовые (Aquifoliaceae). Эндемик Макаронезии, распространён на Азорских островах, Мадейре и Канарских островах. Важный компонент высокогорного леса Макаронезии, известного как «лавровй лес», встречающегося в основном на высоте от 500 до 1200 м, но также встречается в лесных формациях на более низкой высоте. Многие из подвидов были классифицированы как находящиеся под угрозой исчезновения, вероятно, из-за очень малой численности популяции, и защищены местным, национальным и региональным законодательством.

## Описание
Падуб перадо — небольшое вечнозелёное дерево, вырастающее до 7-10 м в высоту, иногда до 15 м. Растение двудомное с белыми или розовыми цветами. Плоды — красные ядовитые ягоды, немного более крупные, чем у падуба обыкновенного. Листья продолговатые кожистые, тёмно-зелёные сверху и более светлые снизу. Ствол гладкий, серый.
- Падуб перадо
- В природе
- Листва
- Плоды

## Ареал и местообитание
Эндемик Макаронезии. Произрастает на Азорских островов, где он встречается на всех островах, острове Мадейра (в основном в центральной и северной части) и Канарских островах на севере Тенерифе, Ла Гомера и Ла Пальма. Растёт на крутых склонах и на дне оврагов, в районах с влажной почвой. Обычное дерево лавровых и высокогорных лесов.

## Разновидности
Известны 4 подвида:
- I. perado perado — эндемик архипелага Мадейра. Популяция стабильна, но, как полагают, составляет менее 10 тысяч взрослых растений[5][4].
- I. perado azorica (Loes.) Tutin (Ilex azorica Gand.) — эндемик Азорских островов[9].
- I. perado lopezlilloi ((G. Kunkel) A. Hansen & Sunding) — эндемик острова Гомера. Крайне уязвимый подвид, в дикой природе обнаружено всего два известных экземпляра. МСОП оценивает его как «находящийся под угрозой исчезновения»[4][10].
- I. perado platyphylla ((Webb & Berthel.) Tutin) (Ilex platyphylla Webb & Berthel.) — произрастает на островах Пальма, Гомера и Тенерифе на Канарских островах. Оценен МСОП как «уязвимый»[4][10].

- Подвид I. perado platyphylla

Записи о виде с Пиренейского полуострова (т. н. Ilex perado iberica) считаются ошибочно идентифицированными и относятся к Ilex aquifolium.
Подвиды могут потенциально являться отдельными видами, но необходимы дополнительные исследования. Например, исследования, проведенные для Ilex perado azorica, показали, что этот подвид генетически отличается от субпопуляций на Канарских островах.

## Культивирование
Вид выращивается в Великобритании с 1760 года (хорошо растет на острове Уайт), а также в Ирландии, на Пиренейском полуострове и в Южной Америке.